# Suite di Carmen
Le Suite di Carmen sono due suite di musica orchestrale tratte dall'opera Carmen di Georges Bizet del 1875 e compilate postume dal suo amico Ernest Guiraud.

## Storia
Aderiscono molto strettamente all'orchestrazione di Bizet. Guiraud ha anche scritto i recitativi per Carmen e ha compilato la seconda delle due suite dalla musica di scena L'Arlésienne di Bizet.
Ciascuna delle Suite di Carmen contiene sei numeri. Entrambe le suite sono state eseguite e registrate molte volte.

## Suite n. 1
- Prélude – Atto I, preludio (motivo del destino)
- Aragonaise – Interludio (entr'acte) prima dell'atto 4
- Intermezzo – Interludio (entr'acte) prima dell'atto 3
- Séguedille – Atto 1, Carmen: "Près des remparts de Séville"
- Les Dragons d'Alcala – Interludio (entr'acte) prima dell'atto 2
- Les Toréadors – Tema dal preludio all'Atto 1 e Processione dei Toreador dall'atto 4: "Les voici! voici la quadrille des Toreros!".

La Suite n. 1 fu pubblicata nel 1882.
L'Aragonaise fu usata anche da Pablo de Sarasate nella sua Carmen Fantasy per violino e orchestra e da Franz Waxman nella sua Carmen Fantasie.

## Suite n. 2
- Marche des Contrebandiers – Atto 3, coro: "Écoute, écoute, compagnon!"
- Habanera: Atto 1, aria (Carmen) – "L'amour est un oiseau rebelle"
- Nocturne: Atto 3, aria (Micaëla) – "Je dis que rien ne m'épouvante"
- Chanson du Toréador – Atto 2, introduzione ed aria (Escamillo): "Votre toast, je peux vous le rendre"
- La Garde Montante – Atto 1: "Avec la garde montante, nous arrivons, nous voilà!"
- Danse Bohème – Atto 2, Gypsy Dance: "Les tringles des sistres tintaient"

La Suite n. 2 è più lunga della n. 1. Fu pubblicata nel 1887.